# عین تندامین
عین تندامین (به عربی: عین تندامین) یک شهرداری در الجزایر است که در استان سیدی بلعباس واقع شده‌است.